# Succession (økologi)
 For alternative betydninger, se Succession. (Se også artikler, som begynder med Succession)
Succession er et fagligt udtryk inden for økologi, hvor det betegner den udvikling, som sker med plante- og dyresamfundene på et område i løbet af et vist antal år. Enhver uforstyrret vegetationstype vil udvikle sig i en bestemt retning, og forløbet bestemmes af planternes tilpasning til forholdene. Da bevoksningen selv ændrer på vilkårene, vil der hele tiden opstå ændringer i disse forhold. Det skaber plads til andre arter, der er bedre tilpasset de nye forhold.

## Primærsuccession i Danmark
I Danmark vil et nøgent stykke jord i store træk gennemgå følgende succession (hvor hvert trin er benævnt ved de dominerende plantetyper):
1. énårige pionerplanter
2. flerårige urter
3. buske
4. pionertræer
5. højskov
6. urskov

Det er væsentligt at huske på, at der samtidig foregår en succession i sammensætningen af dyrebestanden og i jordbundens bestand af nedbrydere. Alle de tre forløb er gensidigt afhængige og flettet ind i hinanden.
Successionen medfører en stigende biodiversitet på området, en diversitet, der har sit maksimum ved slutstadiet (klimaks).

## Forstyrrelse
Når den naturlige succession, primærsuccessionen, bliver afbrudt, f.eks. ved brand, jordskred eller dyrkning, vil den blive afløst af en anden, sekundærsuccessionen. Det er meget omdiskuteret, om sekundærsuccessionen fører frem til det samme klimaks, som primærsuccessionen. Moderne forskere er tilbøjelige til at anse forstyrrelse som den afgørende faktor. Hvis forstyrrelserne er ensartede og kommer med ret jævne mellemrum (som f.eks. græsning, afbrænding eller oversvømmelse), kan de styre successionen i retning af nye klimaks. Hvis derimod forstyrrelserne er uensartede og kommer uregelmæssigt (som f.eks. krig, forurening, eller udslettelse af arter) vil de hæmme successionen og kun tillade pionerplanter og generalister blandt dyrene at finde sig til rette i området.